# Гаспарен, Аженор де
Граф Ажено́р Этье́нн де Гаспаре́н (Гаспарэн, фр. Agénor Étienne de Gasparin; 12 июля 1810, Оранж — 8 мая 1871, Женева) — французский агроном, политический деятель и писатель; протестантский богослов родом с Корсики; сын министра Адриена де Гаспарена (1783—1862). Был женат на протестантской писательнице из Швейцарии Валери де Гаспарен (1813—1894).

## Карьера
С 1842—46 гг. был членом палаты депутатов. Принадлежа к консерваторам, выказал, однако, большую независимость, ратовал против подкупов на выборах, отстаивал религиозную свободу (сам де Гаспарен был протестантом) и громил рабство.
В 1852 году ездил в Тоскану, чтобы добиться освобождения супругов Розы и Франческо Мадиаи, сосланных на галеры за переход в протестантство.

## Труды
Главные сочинения:
- «Esclavage et traite»,
- «Interêts généraux du protestantisme français»,
- «Les Etats-Unis en 1861»,
- «L’Amérique devant l’Europe»,
- «Liberté morale»,
- «La famille, ses devoirs, ses joies et ses douleurs»,
- «La France, nos fautes, nos périls, notre avenir»,
- «Luther et la réforme au XVI siècle».